# Solenostomus
La famiglia dei Solenostomidae, composta dall'unico genere Solenostomus, è detta dei pesci ago fantasma e comprende 5 specie di pesci d'acqua salata, dell'ordine dei Syngnathiformes. Affine a questo genere era l'estinto Calamostoma, dell'Eocene medio.

## Distribuzione e habitat
Questi pesci sono diffusi nelle barriere coralline dell'Indo-Pacifico.

## Alimentazione
I pesci ago fantasma si nutrono di zooplancton e piccoli invertebrati.

## Specie
- Solenostomus armatus Weber, 1913
- Solenostomus cyanopterus Bleeker, 1854
- Solenostomus halimeda Orr, Fritzsche & Randall, 2002
- Solenostomus leptosoma Tanaka, 1908
- Solenostomus paradoxus Pallas, 1770